# General Lavalle
General Lavalle es una localidad ubicada en el centro extremo este de la provincia de Buenos Aires, Argentina. Es cabecera del partido de General Lavalle. Tiene acceso a la ruta provincial 11.

## Población
Cuenta con 1827 habitantes (Indec, 2010), lo que representa un incremento del 24% frente a los 1472 habitantes (Indec, 2001) del censo anterior.
| Gráfica de evolución demográfica de General Lavalle entre 1991 y 2010 |
|                                                                       |
| Fuente: censos nacionales del INDEC                                   |

### Alteo en caminos vecinales
La Municipalidad de General Lavalle es básicamente un "municipio de la campaña", ya que posee mucha población fuera de la cabecera de partido. Como consecuencia de esto, la mayoría de sus caminos son vecinales de tierra por donde transitan vecinos, productores agropecuarios y también camiones de hacienda, pero en muchas ocasiones estos traslados de hacienda se realizan por la modalidad de tropas al paso.
Todo este tipo de circulación por los mismos va ocasionando un lógico deterioro de esos caminos que se van "bajando" y por más que la Municipalidad realice los mayores esfuerzos por mantenerlos transitables, en la época invernal, con las lluvias, esto se hace muy difícil. 
En 2005, se ha realizado los trabajos de "alteo" de muchos kilómetros de estos caminos aprovechando la temporada de verano, época propicia para hacer estos trabajos. En especial el alteo del camino rural que entra por El Palenque y llega hasta Malabrigo.

## Iglesia
La parroquia de General Lavalle puesta bajo la advocación de Nuestra Señora de la Merced, fue fundada en 1870. Esta fue creada como Viceparroquia de Ajó, siendo el primer vicecura Joaquín Álvarez.
En esa época los sacerdotes recorrían la campaña realizando bautismos, casamientos.
En 1892 fue inaugurado el edificio que ocupa la iglesia actualmente.
Los informes de la época la describen como una obra de arquitectura con destacada calidad acústica. Su campana fue donada por el ejército, y el reloj por Martínez Pazoz.

## Arquitectura

### Palacio municipal
Construido por José Thomás Pereira, entre 1890 y 1899. Funcionó como Club de Ajó. Es de estilo colonial, con un patio central interno y una cisterna con capacidad de 400.000 L. Su fachada posee balaustradas, y agregó dos torzadas al frente, por lo tanto se inclina más al estilo ecléctico.

## Parque Nacional Campos del Tuyu[1]
Está formado por 3.040 hectáreas pertenecientes a la ecorregión Pampa. El 4 de junio de 2009, por ley 26499, las tierras fueron convertidas en parque nacional por el Congreso de la Nación.
La creación del parque nacional Campos del Tuyú fue posible gracias a la donación de la Fundación Vida Silvestre Argentina de su Reserva Privada Campos del Tuyú (creada en 1979, a través de un convenio con la familia Quiroga Leloir, entonces propietarios de la Estancia “Linconia”). A ello se suma el trabajo mancomunado de la Fundación, el Gobierno de la Provincia de Buenos Aires, la Municipalidad de General Lavalle y la Administración de Parques Nacionales. Por el momento el área protegida no está realizando visitación. 
En el área protegida la vegetación de estepa de halófitas es el tipo dominante. La pradera de mesófitas, en cambio corresponde a la vegetación que crece sobre los cordones litorales, ocupando muy pequeñas superficies (menos del 1% de la superficie de la actual Reserva Campos del Tuyú). En las zonas donde se forman lagunas en forma periódica o permanente aparecen espadañales (Zizaniopsis bonariensis), juncales (Schoenoplectus californicus) y totorales (Typha latifolia), a veces como formaciones puras o asociadas a otras comunidades. La fauna, por otro lado, responde a la convergencia de elementos del Dominio Pampásico, la influencia marina del Océano Atlántico, el estuario del Río de la Plata y los numerosos arroyos y ríos que la atraviesan, sus lagunas y bañados. Se conjugan aves típicamente de pastizal como el ñandú común (Rhea americana) y los inambúes (“perdices”) (p.e., la colorada, Rynchotus rufescens, y el inambú común, Nothura maculosa), aves típicas del bosque xerófilo como zorzales (p.e., Turdus rufiventris), calandrias (p.e., Mimus saturninus), y monjitas (p.e., Xolmis dominicanus), aves acuáticas residentes y migratorias, incluyendo especies neárticas y patagónicas como distintas especies de patos, garzas, gallaretas, flamencos (Phoenicopterus chilensis), cisnes (p.e. Cygnus melancoryphus, Coscoroba coscoroba), becasinas (p.e., Limosa haemastica) rayadores, gaviotines, gaviotas y playeros. Cabe mencionar la gran riqueza de aves de humedales presente en la bahía, lo cual ha llevado a declararla Sitio Ramsar de Importancia Internacional.

## Cultura

### Museo Regional Santos Vega
Las paredes del Museo Regional Santos Vega fueron construidas por José Thomás Pereira como ampliación a las casas de madera y chapa en que atendía a su clientela desde 1847, y que lo llamaba Boliche del Tuyú, y así con este nuevo edificio levantado en ladrillo se convierte en el gran almacén de ramos generales llamado “La Comercial”.
Quedando de esta forma todo el perímetro de la manzana con edificación; dando frente a la Ría, estaba la parte antigua que se empalmaba al flamante edificio y continuando por la avenida Bartolomé Mitre la casa de madera y chapa ; había también un gran portón para la entrada de carros y carretas para cargar y descargar toda clases de mercadería en los grandes galpones que tenían en el corralón.
Así se llega a 1874 en que proviene del Uruguay viene Bartolomé Mitre para ponerse al frente del movimiento revolucionario contra Avellaneda y recluta sus tropas en este lugar.
Llega el 1900, este comercio no escapa a la crisis que trajo el cierre de los saladeros, cerrando también sus puertas. Luego se abre parcialmente, por un cierto tiempo, para dar paso a la “Farmacia Latina” de doña Ángela R. de Sastre.Años después se convierte en saladeros de pescado, para los que se desmontan las estanterías y se levantan los pisos de maderas para hacerlos de cementos, esta actividad dura pocos años.
Pasado algún tiempo lo utilizan como depósito de lana y cuero, y el resto que era de madera y chapa fue demolido y llevado a otra localidad en 1948. Al pasar la propiedad a ser municipal, fue arreglada y convertida en lo que es hoy el Museo Regional Santos Vega.

### Biblioteca pública General Lavalle
Su origen se remonta a la biblioteca popular del Club Atlético Unidos, que funcionaba en el edificio de la Sociedad Española de Socorros Mutuos, en 1952. Cerrada luego de muchos años, el patrimonio bibliográfico quedó depositado allí pero no pudo escapar al deterioro y pérdida.
En 1974, por iniciativa de la municipalidad que solicita al club ese fondo bibliográfico y lo acrecienta adquiriendo una importante cantidad de volúmenes, se abre nuevamente como biblioteca pública Mariano Moreno, funcionando en la sede del mencionado club.
Posteriormente los libros pasan al colegio nacional con intención de que se organice como biblioteca del colegio y que se extienda su servicio como biblioteca pública.
En 1977 la municipalidad solicita que el fondo bibliográfico pase a la municipalidad para reorganizar y abrir la biblioteca municipal. Se realizan tareas de reconocimiento, examen y control de material. El servicio es atendido por distintos empleados municipales, no de manera regular. Finalmente deja de prestarse el servicio al público y los libros quedan en custodia de la municipalidad.
En 1987 las autoridades municipales convocan a la comunidad para formar una Comisión Directiva de la biblioteca pública. Así en abril de 1987 comienza a funcionar como biblioteca pública “General Lavalle”, reconocida por la Dirección de Bibliotecas y Promoción de la Lectura de la provincia de Buenos Aires bajo el número 149.
En mayo de 1990 se renueva la comisión directiva, formando la Asociación Amigos de la Biblioteca, cuyos fines son "procurar el material informativo y recreativo literario de acuerdo a las necesidades del público usuario y atender el buen funcionamiento de la biblioteca como entidad de servicio a la comunidad".
En 1994 la biblioteca es reconocida por la Comisión Nacional de Bibliotecas Populares (CONABIP), incorporándola a la Red de Bibliotecas Populares de Nación y comienza a funcionar en la planta alta del edificio de la Casa de la Cultura de General Lavalle. El 6 de junio de 1996 se inaugura dentro de la biblioteca el Rincón Infantil y el 15 de octubre de 1999 se muda al edificio situado en Arturo de La Serna N.º 1174.

### Fiesta de la Torta Negra
Las Tortas Negras son un producto artesanal local que alcanzó notoriedad gracias a los comentarios- de boca en boca- de los turistas que, camino a la Costa Atlántica, se detuvieron un año tras otro en la panadería “Del Pueblo” y endulzaron su viaje con estas irresistibles confituras. La esponjosidad de la masa y la cocción a leña hacen única a esta especialidad. Debido a este éxito se organiza, desde el año 2017, la Fiesta de la Torta Negra de General Lavalle, un evento promocional de renombre a nivel regional y declarada de interés municipal y provincial. Se disponen puestos de artesanos locales y regionales sobre los 4 boulevares del pueblo, hay números artísticos de folclore y tango, y espacio para la presentación de los distintos talleres que brinda el municipio a lo largo de año.

## Parroquias de la Iglesia católica en General Lavalle
| Diócesis  | Chascomús                   |
| --------- | --------------------------- |
| Parroquia | Nuestra Señora de la Merced |